# Scalable Inman Flash Replacement
Scalable Inman Flash Replacement o simplemente sIFR es una tecnología de código abierto que hace uso de Javascript y Adobe Flash inicialmente desarrollada por Shaun Inman y mejorada por Mike Davidson y Mark Wubben que permite el reemplazo de elementos de texto en páginas web HTML con sus equivalentes en Flash.
Puesto que el HTML estándar y CSS permiten al autor de una página web asignar cualquier fuente de su elección a un elemento de texto, no hay garantía de que el elemento se mostrará como se pretenda puesto que el usuario que navegue puede o no tener la fuente especificada instalada en su sistema. sIFR por otra parte permite que los encabezados (H1, H2, H3, H4, H5, H6) de los sitios web, citas de texto y otros elementos sean estilizados con cualquier fuente al habilitar al diseñador a embeber la fuente de su gusto en un elemento Flash que despliegue el texto. Como resultado la fuente usada no tiene que estar instalada en la máquina del usuario.
Una técnica común es usar gráficos para mostrar texto usando una fuente en la que no se puede confiar de que exista en la mayoría de las computadoras. Sin embargo, hay unas pocas restricciones. El texto creado de esta forma se pixela cuando se escala, es difícil generarla al vuelo, y no puede ser seleccionado parcialmente. En contraste, los elementos de texto sIFR imitan al texto HTML proyectado - son imprimibles y copiables.
sIFR requiere Javascript para ser habilitado y el plugin Flash instalado en el navegador lector. Si alguna de las condiciones no se cumple, el lector del navegador automáticamente mostrará estilos CSS tradicionales estilizados en lugar de la interpretación sIFR. sIFR no está diseñado para copias de cuerpo completo puesto que la interpretación aumenta el cuerpo del texto con Flash que hace demandas formidables en las computadoras. Debido a esta restricción, Mike Davidson mismo admite eso

Mientras que sIFR nos da mejores tipografías estos días, no es claramente la solución para los próximos 20 años.

sIFR es usado en una variedad de conocidas páginas web; GE, Nike y Red Hat, por nombrar solo unas pocas. En diciembre de 2007, el lanzamiento actual del sIFR es la versión 2.0.5. La versión 3 está en etapa beta.

## Críticas
Aunque la accesibilidad puede ser preservada usando esta técnica los usuarios deberían tener presente de que sIFR afecta el tiempo de carga de la página (de las múltiples solicitudes requeridas para los archivos Flash, JavaScript y CSS usados por sIFR). También, la creciente popularidad de los plugins bloqueadores de banner de los navegadores pueden decorar las películas flash con un botón "block" y de ahí oscurecer el texto.